# Nádudvari Sámuel (idősebb)
Nádudvari Sámuel (?, 17. század közepe – Pelsőc?, 1740 körül) református lelkész, egyházi író, kollégiumi tanár. ifj. Nádudvari Sámuel apja.

## Élete
Debrecenben végezte tanulmányait, 1687. június 12-én subscribált. Ezt követően köztanitó volt, később rekotrnak választották Szikszón. Ezután külföldre ment, 1696. november 5-én beiratkozott a franekeri egyetemre. 1698 júniusa után tért haza. Előbb Hanván, 1725-ben pedig Pelsőcön volt lelkész.

## Műve
- Emlékezetre felemeltetett arany oszlop, mellyet, ama ritka példájú, nehai b. e. Losonczi Gyürki Sófia aszszonynak, Giczei Gábor uramnak, t. n. Gömör vármegyének törvényes tábla assessorának, kedves életepárjának… emlékezetire, koporsóba tétetett meg-hidegedett teste felett mondatott halotti tanitás Nagy-Szendrőn 3. Jun. 1725. eszt. Debreczen.

Latin versei vannak; Bagosi (Martinus), Dissertatio Theologica… (Franequerae, 1697.) és Diószegi (Samuel) Disputatio Theologica… (Kolozsvár, 1698.) című munkákban.